# Grube Elisabeth (Biebertal)
Die Grube Elisabeth war ein kleiner, kurzzeitig bestehender Bergbaubetrieb am südlichen Fuße des Dünsbergs, in der heutigen Gemeinde Biebertal, im Landkreis Gießen, der Brauneisenstein förderte. Sie ist eines der Bergwerke im Lahn-Dill-Gebiet.

## Entstehung und Geschichte
Das Grubenfeld Elisabeth entstand infolge der Auseinandersetzung nach einem etwa ein Jahrzehnt andauernden Streit zwischen Philipp Gath einerseits und J.W. Buderus Söhne andererseits über Berechtsame der Grube Friedberg. Am 18. März 1864 wurde es auf Eisenerz, Braunstein (Manganerz), Schwefelkies und Alaunschiefer belehnt und erhielt als Namen den Vornamen von Philipp Gaths Ehefrau. Im Jahre 1866 förderten 12 Bergleute 1571 Tonnen Brauneisenstein im Tagebau.
Am 17. Oktober 1868 wurde das Grubenfeld Elisabeth für 6150 Taler an den Saarländischen Montankonzern Gebrüder Stumm verkauft. Nach mehreren kurzen Betriebsphasen teilte die Stummsche Bergverwaltung dem Geheimen Bergrat Riemann am 12. Januar 1895 die völlige Betriebsstilllegung der Grube Elisabeth mit. Zur Begründung hieß es, dass „der Wert der geringhaltigen Erze die dafür aufgewendeten Kosten nicht deckt“.
Am 12. März 1936 ging das Grubenfeld in das Eigentum der Buderusschen Eisenwerke über, die in den Jahren 1949 und 1950 Untersuchungen auf dem Grubenfeld durchführten. Der hier vorgefundene Spateisenstein erwies sich als nicht abbauwürdig.